# El sol del membrillo
El sol del membrillo (no Brasil, O Sol do Marmelo) é um filme de drama espanhol de 1992 dirigido e escrito por Víctor Erice. Estrelado por Antonio López García, venceu o Prêmio do Júri do Festival de Cannes.

## Elenco
- Antonio López García
- Marina Moreno
- Enrique Gran
- María López
- Carmen López
- Elisa Ruiz
- José Carretero
- Amalia Aria
- Lucio Muñoz
- Esperanza Parada
- Julio López Hernández
- Fan Xiao Ming
- Yan Sheng Dong
- Janusz Pietrzkiak
- Marek Domagala